# Ryu Seung-ryong
Ryu Seung-ryong (hangul: 류승룡, hancha: 柳承龍; ur. 29 listopada 1970) – południowokoreański aktor. Ryu rozpoczął swoją karierę aktorską w teatrze, stając się jednym z najbardziej wszechstronnych aktorów drugoplanowych w koreańskim filmie i telewizji. W 2013 roku zagrał główną rolę w filmie 7 beonbang-ui seonmul, najbardziej dochodowym filmie w owym roku.
Ryu ukończył Seoul Institute of the Arts na kierunku teatr. Obecnie wykłada w School of Acting Arts w Seulu jako adiunkt.

## Filmografia

### Filmy
| Rok  | Tytuł                                                | Rola                                |
| ---- | ---------------------------------------------------- | ----------------------------------- |
| 2004 | Aneun yeoja                                          | włamywacz 1                         |
| 2004 | Sonagineun geuchyeossnayo? (kor. 소나기는 그쳤나요?) |                                     |
| 2004 | Gomaun saram (kor. 고마운 사람)                      |                                     |
| 2005 | Baksuchil ttae tteonala                              | Sung-joon                           |
| 2006 | Daseot gae-ui shiseon                                | Kim Joo-joong                       |
| 2006 | Georukhan gyebo                                      | Jung Soon-tan                       |
| 2006 | Yeolhyeol-nama                                       | Lee Min-jae                         |
| 2007 | Ponad czasem                                         | Yong-taek                           |
| 2007 | Hwang Jin-yi                                         | Hee-yeol                            |
| 2007 | Yeolhan-beonjjae eomma                               | ojciec Jae-soo                      |
| 2007 | Nae sarang                                           | Jeong-seok                          |
| 2009 | Chilgeup gongmuwon                                   | Won-seok                            |
| 2009 | Opętana                                              | detektyw Tae-hwan                   |
| 2009 | Good Morning President                               | Wysłannik z Korei Północnej (cameo) |
| 2009 | Secret                                               | "Jackal"                            |
| 2010 | Bestseller                                           | Park Young-joon                     |
| 2010 | Gureumeul beoseonan dalcheoreom                      | Lord Jung                           |
| 2010 | Quiz-wang                                            | Kim Sang-do                         |
| 2010 | Doenjang                                             | Choi Yoo-jin                        |
| 2011 | Pyeong-yangseong                                     | Yeon Nam-geon                       |
| 2011 | Aideul...                                            | Hwang Woo-hyuk                      |
| 2011 | Earth Rep Rolling Stars                              | Big (głos)                          |
| 2011 | Gojijeon                                             | Hyeon Jeong-yoon                    |
| 2011 | Ostatnia strzała                                     | Jyuushinta                          |
| 2012 | Nae anaeui modeun geot                               | Jang Sung-ki                        |
| 2012 | Gwanghae: Wang-i doen namja                          | Heo Gyun                            |
| 2012 | Strażnicy marzeń                                     | North (koreański dubbing)           |
| 2013 | 7 beonbang-ui seonmul                                | Lee Yong-gu                         |
| 2014 | Space Pirate Captain Harlock                         | kapitan Harlock (koreański dubbing) |
| 2014 | Rio 2                                                | Nigel (koreański dubbing)           |
| 2014 | Cel                                                  | Baek Yeo-hoon                       |
| 2014 | Myeongryang                                          | Kurushima Michifusa                 |
| 2015 | Szczurołap                                           | Woo-ryong                           |
| 2015 | Dorihwaga                                            | Shin Jae-hyo                        |
| 2016 | Seoul Station                                        | ojciec (głos)                       |
| 2018 | Psychokineza                                         | Suk-hun                             |
| 2018 | 7 nyeon-ui bam                                       | Choi Hyun-soo                       |
| 2018 | Fifth Column                                         | Hyun Joo-hee                        |
| 2018 | Extreme Job                                          | Squad Chief Go                      |

### Telewizja
| Rok  | Tytuł                    | Rola                      | Stacja telewizyjna |
| ---- | ------------------------ | ------------------------- | ------------------ |
| 2007 | Byul soon keom: Season 1 | Kang Seung-jo             | MBC Dramanet       |
| 2008 | Baram-ui hwa-won         | Kim Jo-nyeon              | SBS                |
| 2009 | Irys                     | żołnierz IRIS             | KBS2               |
| 2010 | Kaein-ui chwihyang       | Choi Do-bin               | MBC                |
| 2014 | Przybyłeś z Gwiazd       | Heo Gyun (cameo, odc. 19) | SBS                |